# Anormogomphus kiritschenkoi
Anormogomphus kiritschenkoi là loài chuồn chuồn trong họ Gomphidae. Loài này được Bartenev mô tả khoa học đầu tiên năm 1913.